# Simply Lovely
『Simply Lovely』（シンプリィー・ラブリー）は、長谷川明子の1枚目のオリジナルアルバム。

## 概要
- DVD付きの1枚目のオリジナルアルバム。

## 収録内容
DISC 1 CD
1. Simply Lovely
  - 作詞：オノダヒロユキ、作曲/編曲：大石憲一郎
2. LEVEL∞（Hard Rock ver.）
  - 作詞：yura、作曲：伊藤賢治、編曲：上倉紀行
3. Sunrise!
  - 作詞：森由里子、作曲/編曲：上倉紀行
4. I Can Fly
  - 作詞：大森祥子、作曲/編曲：古代祐三
5. 蒼凛のペンデュラム
  - 作詞：志倉千代丸、作曲/編曲：RESONATOR（伊藤賢治、高橋コウタ）
6. Fateful Actor
  - 作詞：オノダヒロユキ、作曲/編曲：千葉梓（ベイシスケイプ）
7. LEVEL∞（ファミソン8BIT ver.）
  - 作詞：yura、作曲：伊藤賢治、編曲：KPLECRAFT
8. XXX
  - 作詞：yura Dark、作曲/編曲：佐野信義
9. 2100年の東京タワー
  - 作詞：笹公人、作曲/編曲：HIDE-AKI
10. Stay Tuned!
  - 作詞：Ueken、作曲/編曲：polymoog
11. On Our Way
  - 作詞：大森祥子、作曲/編曲：阿保剛
12. いやだよ 好きだよ
  - 作詞/作曲/編曲：濱田貴司
13. Fateful Actor（Relieve ver.）
  - 作詞：オノダヒロユキ、作曲/編曲：千葉梓（ベイシスケイプ）
14. LEVEL∞（Disillusion Special ver.）
  - 作詞：yura、作曲：伊藤賢治、編曲：quad(luvtrax)
15. おにぎりマーチ
  - 作詞：オノダヒロユキ、作曲/編曲：千葉梓（ベイシスケイプ）

DISC 2 DVD
1. Simply Lovely（Music Clip）
2. 蒼凛のペンデュラム（Music Clip）
3. I Can Fly（Music Clip）
4. 「蒼凛のペンデュラム」発売記念キャンペーン・イベント映像
5. Simply Lovely（Making）